# 帕坦王宫广场

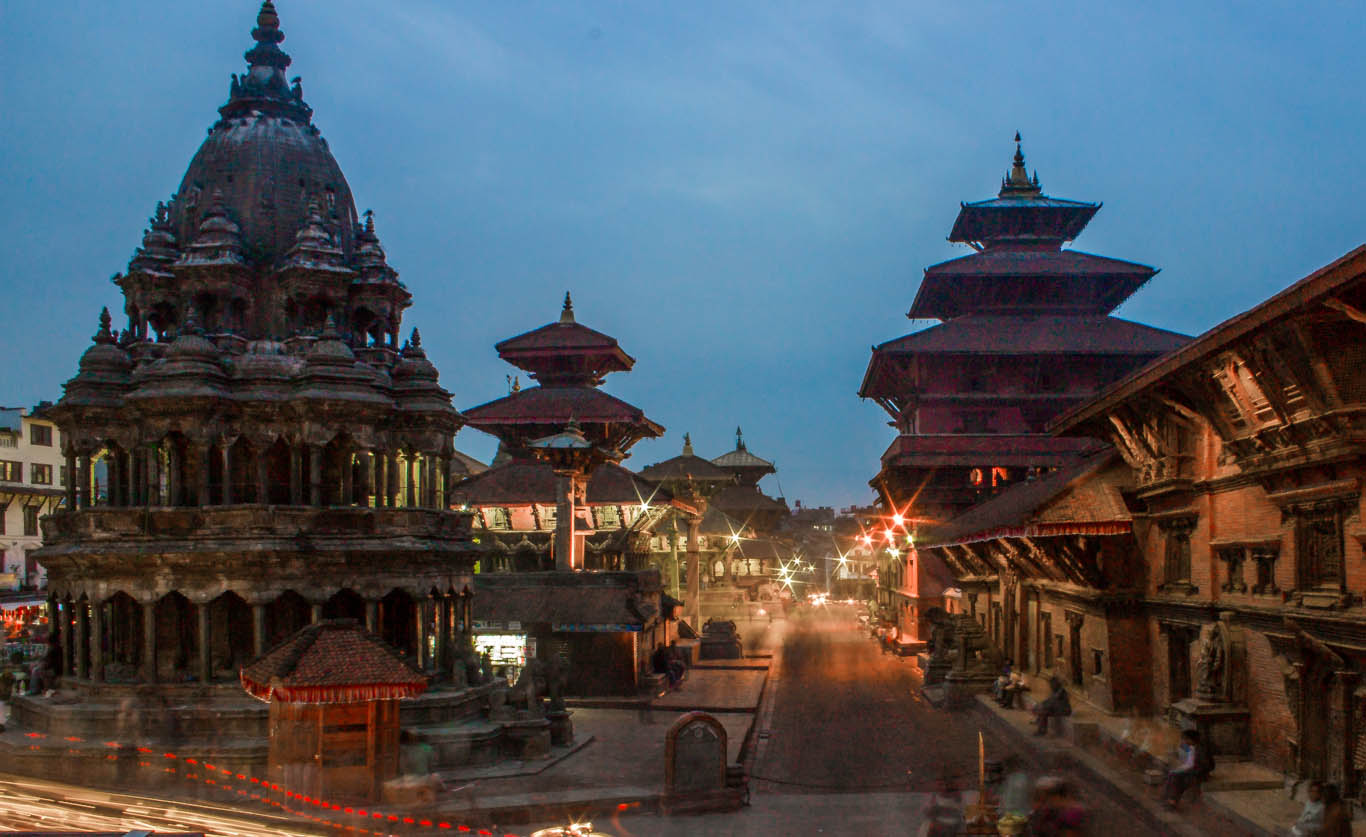
2014年的帕坦王宫广场

帕坦王宫广场（英語：Patan Durbar Square），位于尼泊尔拉利特普尔（旧称帕坦），是加德满都谷地的三处王宫广场之一。

## 简介
帕坦王宫广场位于帕坦的旧王宫前。帕坦是尼泊尔三座古代王城之一（其他两座是加德满都、巴克塔普尔）。帕坦王宫广场是尼瓦尔建筑的重要代表作。广场地面铺红砖。在广场及周边有许多寺庙和偶像。其中一些主要寺庙正对王宫的西面。
这些寺庙的主要出入口开在东侧，正对王宫。这些寺庙的旁边有一座钟楼。帕坦王宫广场也有不少过去的尼瓦尔住宅。广场及周边的许多寺庙和建筑都是尼瓦尔人所建。
1979年，帕坦王宫广场作为加德满都谷地的一部分，被联合国教科文组织列为世界遗产。
2015年4月25日，受尼泊尔地震影響，帕坦王宫广场的部分建築物嚴重損毀。